# Opisthoxia aurelia
Opisthoxia aurelia är en fjärilsart som beskrevs av Paul Dognin 1903. Opisthoxia aurelia ingår i släktet Opisthoxia och familjen mätare. Inga underarter finns listade i Catalogue of Life.